# George Creel
George Edward Creel (Blackburn, 1 de dezembro de 1876 – Independence, 2 de outubro de 1953) foi um jornalista investigativo estadunidense, escritor, político e membro do governo. Serviu como chefe do Comitê de Informação Pública dos Estados Unidos, uma organização de propaganda criada pelo Presidente Woodrow Wilson durante a Primeira Guerra Mundial.

## Início da vida
Creel nasceu em primeiro de dezembro de 1876, no Condado de Lafayette, Missouri, filho de Henry Clay Creel e Virginia Fackler Creel, que tiveram três filhos: Wylie, George e Richard Henry (Hal). Seu pai vinha de Parkersburg, Virgínia Ocidental, e comprou terra em Condado de Osage, Missouri. Tinha ensino superior e serviu na legislatura da Virgínia.  Tendo sido capitão dos Confederados durante a Guerra Civil Americana, não teve êxito na economia do Missouri pós-guerra como fazendeiro e rancheiro. Mesmo tendo desenvolvido alcoolismo, sua esposa ficou consigo até a sua morte, em 1906. Ela foi a provedora da família por meio de uma estalagem em Kansas City, Missouri, do corte e costura e de um grande jardim em Odessa, Missouri. Todos os seus filhos se tornaram membros produtivos da sociedade: Wylie Creel, um homem de negócios; George, um jornalista e escritor; e Richard, um médico que serviu como cirurgião geral assistente no serviço público de saúde dos EUA.
O pai alcoólatra não deixou em Creel uma impressão tão profunda quanto a mãe, que inspirou-lhe a paixão pelo sufrágio feminino.